# Kulturfolger

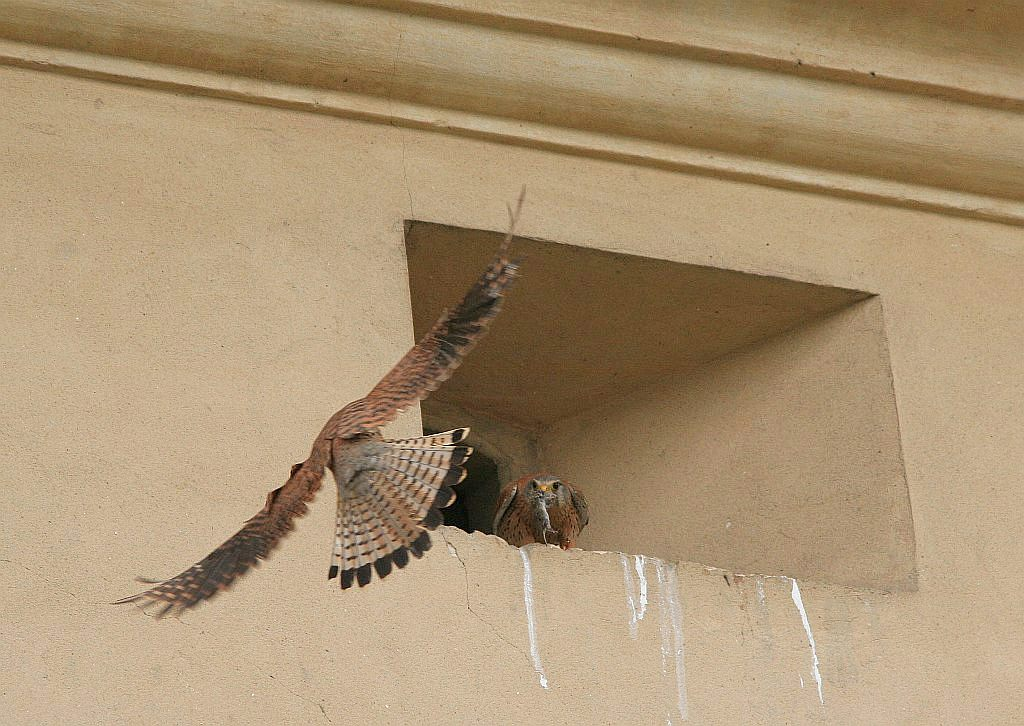
Turmfalken nisten häufig in Gebäudenischen

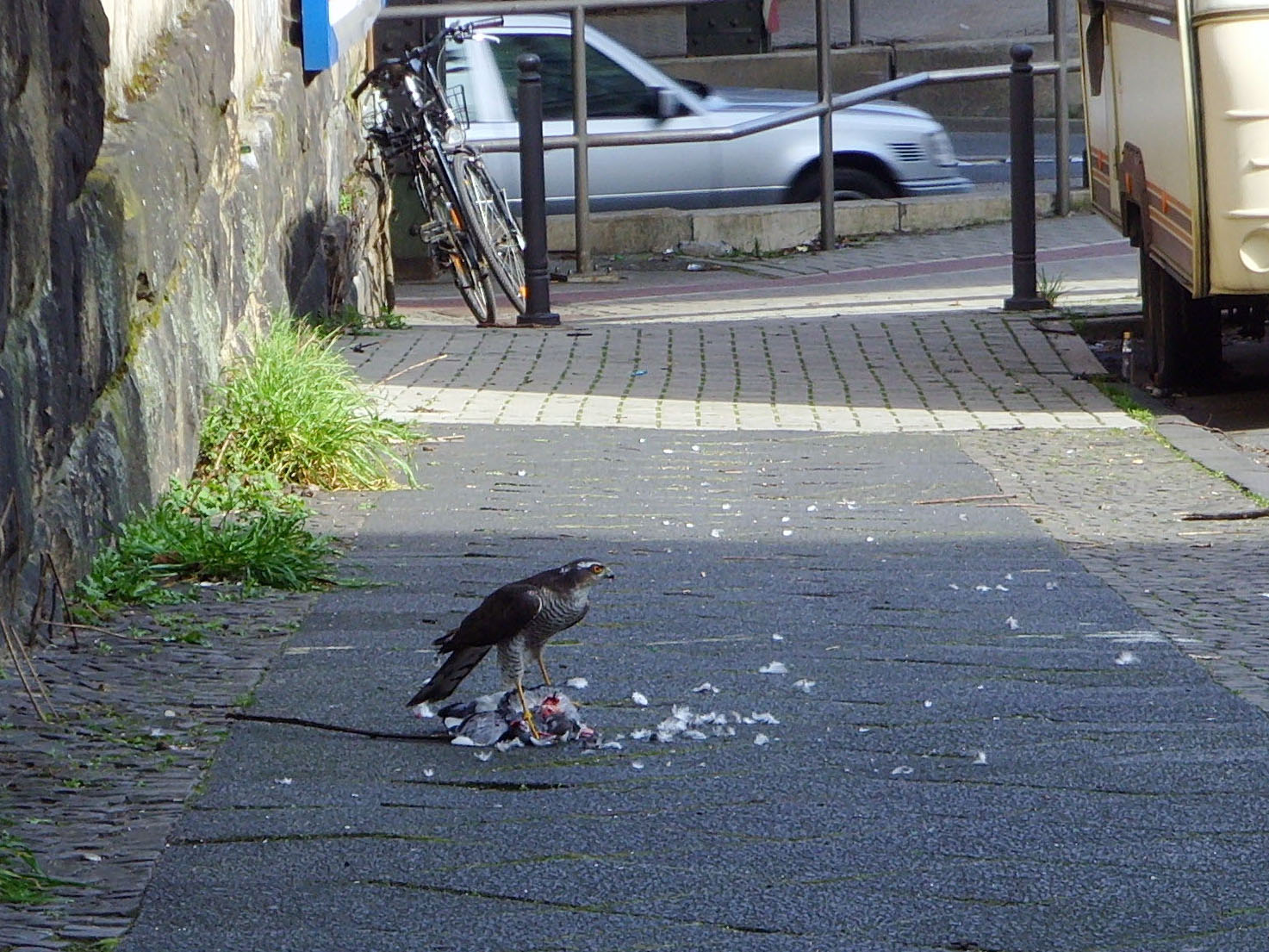
Sperberweibchen mit Taube beim Rupfen der Beute, Bochum-Innenstadt

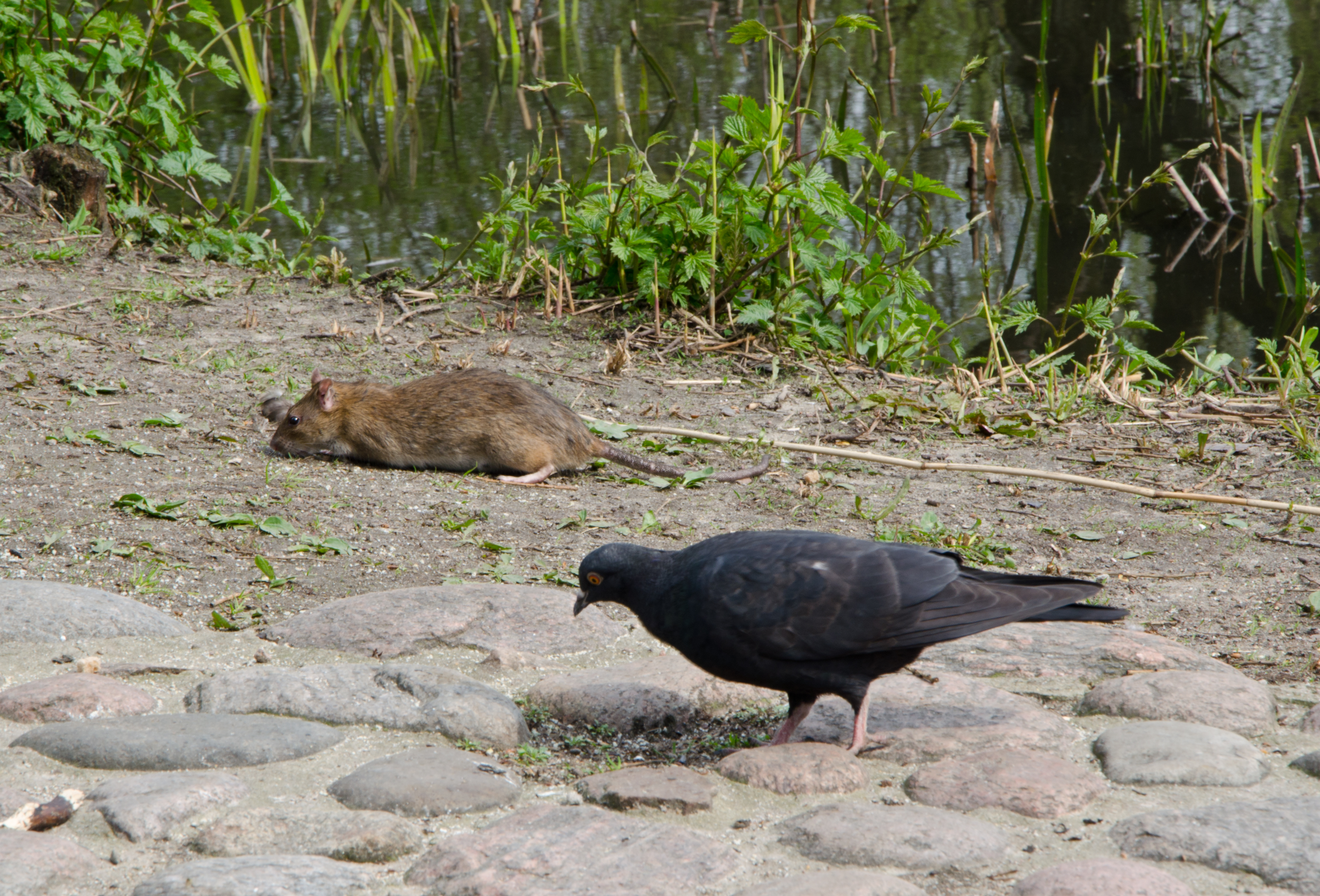
Wanderratte und Stadttaube an einem Teich in Hamburg

Kulturfolger oder Hemerophile (griechisch hemeros ‚kultiviert‘, philos ‚Freund‘) sind Tiere oder Pflanzen, die aufgrund anthropogener landschaftverändernder Maßnahmen Vorteile erlangen und deshalb dem Menschen in seine Kulturlandschaft (Forste, Äcker, Wiesen, Verkehrswege, Siedlungen, Behausungen) folgen. Eine Teilgruppe der Kulturfolger sind synanthrope Arten, das Gegenteil der Kulturfolger sind Kulturflüchter.

## Arten

### Fauna
Zu den klassischen Kulturfolgern, die von der umfangreichen Rodungstätigkeit des Menschen während des Mittelalters und den dadurch entstandenen Vegetationsformen (Kultursteppe) profitierten, gehören neben heute häufigen Arten wie Feldhase, Feldmaus, Wildschwein, Steinmarder, Waschbär und Kohlweißling auch inzwischen wieder bedrohte Arten, deren Lebensraum durch die intensivere Landwirtschaft eingeschränkt wurde, wie z. B. Igel, Feldhamster, Rebhuhn, Wachtel, Feldlerche und Kiebitz.
Auch von den typischen Arten der Bauernhöfe, wie Hausmaus, Fledermäuse, Rauch- und Mehlschwalbe, Schleiereule, Gartenrotschwanz und Stubenfliege, gehen heute einige in ihrem Bestand zurück; die Hausratte ist in Mitteleuropa vom Aussterben bedroht. Ein typischer Kulturfolger in suburbanen Regionen ist auch die Rabenkrähe.
Zu den städtischen Kulturfolgern gehören ursprünglich fels- und höhlenbewohnende Arten, für die die Gebäude der Menschen „Kunstfelsen“ darstellen, wie Stadttaube, Mauersegler, Dohle, Turmfalke, Hausrotschwanz sowie Winkelspinnen und Große Zitterspinne, Arten wie der Haussperling, die im kühlgemäßigten Klima Gebäude als Witterungsschutz benötigen, bis hin zu Bewohnern beheizter Räume wie Stubenfliegen, Bettwanzen, Hausstaubmilben, Küchenschaben, Heimchen und Silberfischchen. Auch die Wanderratte ist eine typisch städtische Art. Recht junge Kulturfolger sind die Amsel, das Eichhörnchen und der Fuchs. So ist die Amsel erst seit 200 Jahren in Siedlungen heimisch und stellte zuvor einen scheuen Waldvogel dar. Ein weiterer junger Kulturfolger ist der Kojote, welcher in den USA in vielen Großstädten vertreten ist.
In Mittelamerika gelten die Kraushaar-Vogelspinne und die Schwarzrote Vogelspinne als Kulturfolger. Sie bauen ihre Gespinste häufig auf landwirtschaftlich genutzten Flächen unter Steinen und auf gerodeten Waldflächen unter verrottenden Holzstücken.

### Flora
Bei Pflanzen, die sich als Kulturfolger einordnen lassen, handelt es sich häufig um Arten, die ursprünglich in südlicheren Gebieten verbreitet waren. Beispiele hierfür sind Klee, Mäusegerste, Robinien, Klatschmohn, Ackersenf, Kornblume oder Kamille.